# 小行星208
小行星208（208 Lacrimosa）是一颗围绕太阳公转的小行星。1879年10月21日，約翰·帕利薩在普拉描述了此天体。
該小行星以七苦聖母命名。
位于火星和木星之間的小行星帶。它被歸為S-型小行星。
它是鴉女星族小行星體積數一數二的成員，並可能是在撞擊后創造出這個族的原始小行星的碎片之一。这颗小行星的绝对星等为8.96等。

## 相关條目
- 小行星列表/10001-11000

## 外部連結
- Asteroid Lightcurve Database (LCDB) （页面存档备份，存于）, query form (info （页面存档备份，存于）)
- Dictionary of Minor Planet Names, Google books
- Discovery Circumstances: Numbered Minor Planets (10001)-(15000) （页面存档备份，存于） – Minor Planet Center
- 小行星208 at AstDyS-2, Asteroids—Dynamic Site
  - Ephemeris · Observation prediction · Orbital info · Proper elements · Observational info
- NASA JPL小天體瀏覽器上的小行星208

| 前一小行星： 小行星207 | 小行星列表 | 後一小行星： 小行星209 |